# David Leavitt
David Leavitt (Pittsburgh, 23 giugno 1961) è uno scrittore statunitense.

## Biografia
Figlio di un professore presso la Facoltà di Business della Stanford University di Palo Alto, Leavitt si è trasferito all'Est nel periodo degli studi universitari per iscriversi all'Università di Yale, dove ha studiato composizione creativa e dove si è laureato nel 1983. Dopo la laurea si è trasferito a New York, dove ha vissuto nei primi tempi con alcuni compagni di università e in seguito con lo scrittore Gary Glickman, con il quale vive tuttora. Da New York si è in seguito trasferito con il suo compagno a East Hampton, luogo preferito di tanti scrittori di fama e si reca  a New York, dove ha mantenuto il piccolo appartamento di Glickman, solo per impegni di lavoro. 
Si è affermato nel 1984 con i nove racconti di Ballo di famiglia (Family Dancing).
È autore dei romanzi Eguali amori, Il voltapagine (da cui è stato tratto l'omonimo film diretto da Ventura Pons), Martin Bauman, La lingua perduta delle gru (da cui è stato tratto l'omonimo film), Mentre l'Inghilterra dorme (per la pubblicazione del quale è stato denunciato per plagio da Stephen Spender), Il corpo di Jonah Boyd, e di numerosi racconti.
È docente di lettere inglesi alla University of Florida, dove insegna nel programma di scrittura creativa.
Leavitt ha vissuto a lungo in Italia, che è uno dei paesi in cui la sua opera letteraria ha ottenuto il maggior successo, tanto che il suo libro Eguali amori (Equal Affections) è uscito prima in Italia per Mondadori Editore e poi negli Stati Uniti. Egli ha spesso inserito ambienti e personaggi italiani (soprattutto toscani) nelle sue narrazioni e ha scritto due libri sull'Italia, in particolare sulla Maremma.
Leavitt affronta ripetutamente la tematica omosessuale nei suoi romanzi ed in proposito ha dichiarato: "Ho scritto quello che avrei voluto leggere quando ero adolescente, ma che nessun libro raccontava". Con Mark Mitchell, ha anche curato l'antologia The Penguin Book of Gay Short Stories, nel 1994 (39 racconti a tema).
Nel 2018 l'editore italiano SEM ha iniziato a ripubblicare per il mercato italiano le sue opere; il primo volume è Il matematico indiano.
Nel 2022 ha ricevuto a Palermo il Premio Nino Gennaro, assegnato ogni anno dal Sicilia Queer filmfest a persone che si siano distinte a livello internazionale per la promozione e la difesa della cultura LGBTQI+.

## Opere
- Family Dancing, racconti, 1984.
- The Lost Language of Cranes, romanzo, 1986.
- Equal Affections, romanzo, 1989.
- A Place I've Never Been, racconti, 1990.
- While England Sleeps, romanzo, 1993; edizione riveduta e corretta, 1995.
- Arkansas, racconti, 1997.
- The Page Turner, romanzo, 1998.
- Martin Bauman, romanzo, 2000.
- The Marble Quilt, racconti, 2001.
- Florence, A Delicate Case, saggio, 2003.
- The Body of Jonah Boyd, romanzo, 2004.
- The Man Who Knew Too Much: Alan Turing and the Invention of the Computer, saggio, 2006.
- The Indian Clerk, romanzo, 2007.
- The Two Hotel Francforts, romanzo, 2013.
- Shelter in Place, romanzo, 2020.

### Curatore con Mark Mitchell
- The Penguin Book of Gay Short Stories, 1994.
- Italian Pleasures, 1996.
- Pages Passed from Hand to Hand: The Hidden Tradition of Homosexual Literature in English from 1748 to 1914, 1997.
- In Maremma: Life and a House in Southern Tuscany, 2001.

### Traduzioni in italiano
- Ballo di famiglia, racconti, Milano, Mondadori, 1986.
- La lingua perduta delle gru, romanzo, Milano, Mondadori, 1987.
- Eguali amori, romanzo, Milano, Mondadori, 1988.
- Un luogo dove non sono mai stato, racconti, Milano, Mondadori, 1990.
- Mentre l'Inghilterra dorme, romanzo, Milano, Mondadori, 1995.
- Arkansas, racconti, Milano, Mondadori, 1997.
- La nuova generazione perduta, saggio/raccolta di articoli, Milano, Mondadori, 1998.
- Il voltapagine, romanzo, Milano, Mondadori, 1999.
- La trapunta di marmo, racconti, Milano, Mondadori, 2001.
- Martin Bauman, romanzo, Milano, Mondadori, 2002.
- Il corpo di Jonah Boyd, romanzo, Milano, Mondadori, 2005.
- L'uomo che sapeva troppo. Alan Turing e l'invenzione del computer, saggio, Torino, Codice, 2007.
- Il matematico indiano, romanzo, Milano, Mondadori, 2008; nuova edizione, Milano, SEM, 2018.
- I due Hotel Francfort, romanzo, Milano, Mondadori, 2015.
- Il decoro, romanzo, Milano, SEM, 2020.